# 鈴木勝美
鈴木 勝美（すずき かつみ、1956年8月5日 - ）は、日本の男性声優。愛知県刈谷市出身。81プロデュース所属。洗足学園音楽大学講師。

## 経歴
教師になるために教育大学付属中学校に進学して刈谷市から岡崎市まで電車通学をしていた。
麗澤瑞浪高等学校時代は授業が終えた後は校庭で日が暮れるまで野球に熱中していた。高校卒業時に教育大学を受けるも不合格となり、一浪して愛知学院大学文学部歴史学科に進学。高校の歴史の教師を目指して真面目に勉学して、教職課程も取得して教育実習もすませていたという。
前述のとおり、元は教師を志望していたが、大学の3年生の春休みに声優についての本を見たことと、学校教師をしている兄や教育現場を見たことをきっかけに声優を志し、大学卒業後に愛知から上京して俳協演劇研究所に入学する。26歳の頃、『超時空要塞マクロス』の柿崎速雄役で初レギュラーを得る。
俳協演劇研究所10期生。NPSアクターズゼミナール、NHKプロモートサービス出身。かつては、オフィス央、ぷろだくしょんバオバブ、ぷろだくしょん★A組、アーツビジョンに所属していた。

## 人物・エピソード
声種はバリトン。
方言は名古屋弁、三河弁。
アニメ番組に欠かせない名脇役のひとり。
1997年時点では変な動物役を演じていることで知られていた。
趣味・特技は温泉巡り、スポーツ観戦、ハーモニカ。
養成所時代、食べることよりレッスン代が必要と考え、1日150円の生活をしていた。

## 出演
太字はメインキャラクター。

### テレビアニメ
1982年
- 超時空要塞マクロス（1982年 - 1983年、柿崎速雄、ワレラ・ナンテス）
- 魔法のプリンセス ミンキーモモ（1982年 - 1992年、ギャングE、機関士、探検隊員A、ビデオ屋のお兄さん、ドリームコンピューター 他） - 2シリーズ

1983年
- サイコアーマー・ゴーバリアン（ダムーラ）

1984年
- 銀河漂流バイファム（兵士、副官、部下、ゲリラ、オペレーター）
- 超力ロボ ガラット（1984年 - 1985年、市民A、男B）
- キャッツ・アイ
- 魔法の妖精ペルシャ

1985年
- タッチ（久保田、田川、審判、八っつあん 他）
- 魔法のスターマジカルエミ（高尾）
- ルパン三世 PARTIII（1984年 - 1985年）

1986年
- 機動戦士ガンダムΖΖ（ヤン）
- 昭和アホ草紙あかぬけ一番!（部員B）
- Bugってハニー
- マシンロボ クロノスの大逆襲（バイクロボ〈初代〉、No.2・バラバット、タフトレーラー〈四代目〉、プロトラック・レーサー〈四代目〉、ギルダーC、超人B、ガイガーロック、コマンダー、ビックトレーラー、アポロ、マスクロック、ケンドーロボ、バギーロボ、ロックピープル、デビルロック、ポルシェロボ、ジープロボ、ホットロッド）
- ロボタン

1987年
- あんみつ姫（若旦那、TVゲームの王子、アッシー）
- ウルトラB（アンパイア、ラーメン屋、役員、魚屋）
- エスパー魔美（生徒A、生徒C、立野の少年時代）
- きまぐれオレンジ☆ロード（1987年 - 1988年、馬男、中学生）
- のらくろクン（じいさん、黒服の男、外人、少年A、男A 他）
- 陽あたり良好!（イガグリ）
- プロゴルファー猿（一期生(1)）
- マシンロボ ぶっちぎりバトルハッカーズ（ツインカムジミー、ジープロボ、カタパルトロボ、スジ、ファルコン、アイアンイーグル）
- ミスター味っ子（1987年 - 1988年、客C、係員A、米本精道、八百屋、「目黒のサンマ」の語り手）

1988年
- おそ松くん（1988年 - 1989年、忍者、客B、TV局員）
- それいけ!アンパンマン（1988年 - 2023年、猿の長老〈初代〉、卵焼き家老〈初代〉、カステラ城のコック長、メロンおじさん〈初代〉、ダイキンまん、赤ばいきんまん、ちゃわんむしまろ）
- 鉄拳チンミ（チンゲン、修行僧A、モブ、水夫B、水兵）
- 燃える!お兄さん（子分、有座須）

1989年
- アイドル伝説えり子（1989年 - 1990年、伊集院、コサギン、三村 他）
- 青いブリンク（牧童B）
- 昆虫物語 みなしごハッチ（1989年 - 1990年、ミノムシ、コオロギ、ハンミョウ、バッタ 他）
- 獣神ライガー（兵士）
- 新グリム名作劇場（兵隊B）
- たいむとらぶるトンデケマン!（1989年 - 1990年、部下A、兵士A、監督A、老人、ガイラ、子分、テープの声 他）
- 桃太郎伝説（カメ吉）
- レスラー軍団〈銀河編〉 聖戦士ロビンJr.（光王子・星若丸、バトル・デーモス、笑美丸、水幻士）

1990年
- アイドル天使ようこそようこ（1990年 - 1991年、ムー、伊集院）
- NG騎士ラムネ&40（兵士、コサギーン）
- ふしぎの海のナディア（甲板員、ネオアトラン研究員、ネオアトラン隊長、ネオアトラン部下、ネオアトラン兵士）
- 平成天才バカボン（セールスマン石原、近眼男、えっちな顔のドロボウ、七百貸太郎くん、おまわりさんの新人、ヘコキ草井くん、レストランの支配人、主人 他）
- 魔法のエンジェルスイートミント（ものうりの声、カメラ、おじさん、カメラマン、青年、アナウンサー 他）
- RPG伝説ヘポイ（ハリセンボウ）
- ロビンフッドの大冒険（トーマス、グラント、ハリー）

1991年
- OH!MYコンブ（ヒカゲゴボウ）
- からくり剣豪伝ムサシロード（農夫、岡引き）
- ゲンジ通信あげだま（1991年 - 1992年、ウーロン茶、教頭、不良少年、山本益々）
- コボちゃんスペシャル 夢いっぱい!!（店員）
- ジャンケンマン（チョッキンパパ、ポリバケツおじさん）
- 少年アシベ（1991年 - 1992年、味田、イエティ、ナレーション〈3代目〉） - 2シリーズ
- 丸出だめ夫（おまわりさん、ピザ屋の店長、そば屋、UFO、ドッチの祖父 他）
- 三つ目がとおる（担任）
- 横山光輝 三国志

1992年
- 元気爆発ガンバルガー（ケロケリオン、クラゲ魔界獣、コミックダー、レンズドン）
- サラダ十勇士トマトマン（イン・ゲン）
- スペースオズの冒険（1992年 - 1993年、トト、オズ軍の将軍）
- 超電動ロボ 鉄人28号FX（船員）
- 伝説の勇者ダ・ガーン（レーダー課員）
- みかん絵日記（林田先生、クロブチ）
- 幽☆遊☆白書（1992年 - 1994年、アナウンサー、坂下、戸愚呂〈兄〉 他）

1993年
- しましまとらのしまじろう（村長、ロボット）
- 楽しいウイロータウン（ナイン）
- 南国少年パプワくん（名古屋ウィロー）
- 勇者特急マイトガイン（1993年 - 1994年、ハルオ、リーベ、パープル 、マイトガンナー  他）

1994年
- おまかせスクラッパーズ（高橋）
- 銀河戦国群雄伝ライ（装民）
- 白雪姫の伝説（カモミール、コウモリ）
- とっても!ラッキーマン（爆弾マン、キッチンマン）
- 忍たま乱太郎（1994年 - 2018年、にせ忍たま、伊賀鷲介、小坊主、手潟潔斎、おじいさん 他）
- 覇王大系リューナイト（1994年 - 1995年、ドアン）
- マクロス7（ネピアス・オージ）
- 魔法陣グルグル（ライライ、クロコ、タテジワネズミ、村人、ザータ）
- メタルファイター♥MIKU（アナウンサー）
- レッドバロン（銀行員）

1995年
- 新世紀エヴァンゲリオン（委員、男、ゼーレの声）
- ズッコケ三人組 楠屋敷のグルグル様（運転手）
- ドッカン!ロボ天どん（ナガシメ、由井先生）
- NINKU -忍空-（1995年 - 1996年、ヒロユキ）
- ビット・ザ・キューピッド（ヒポクラテス）
- ママはぽよぽよザウルスがお好き（パーマ屋店長、イカリ医師）
- モジャ公（校長、ケムゴン、おじいさん）
- ロミオの青い空（ロドリーゴ、大臣）

1996年
- 家なき子レミ（守衛、門衛）
- 快傑ゾロ（用心棒、店主）
- スレイヤーズNEXT（魔人形）
- 逮捕しちゃうぞ（藍田真一）
- みどりのマキバオー（オヤジB）
- 名探偵コナン（1996年 - 2015年、ドアマン、長谷川、ニュースキャスター、細川筋男、谷中篤、松原明）
- YAT安心!宇宙旅行（ウッチー）
- わんころべえ（1996年 - 1997年、ヤギ先生）

1997年
- 吸血姫美夕（運転手A）
- CLAMP学園探偵団（黒服、男、主審 他）
- 超特急ヒカリアン（1997年 - 2000年、300X博士、マックス、ファイヤーネックス、南海ラピート、こだじい、スター21〈初代〉、シルバーエクスプレス、かもめ、つばめ、ゴンスケ、西武大将、しらさぎ、ミナヨのお父さん、雪だるまA）
- バンブー・ベアーズ（ラッツ、ナンバー・スリー）
- フォーチュン・クエストL（アンドラス）
- マッハGoGoGo（小男）

1998年
- Weiß kreuz（前田博）
- 金田一少年の事件簿（ピエロ左近寺）
- 時空探偵ゲンシクン（1998年 - 1999年、ときG、係員）
- センチメンタルジャーニー（担任）
- 超魔神英雄伝ワタル（テン・チョー、キーパー）
- デビルマンレディー（天気予報）
- 熱沙の覇王ガンダーラ（アナウンサー、店長）

1999年
- イソップワールド（ヘビのトレーナー）
- GREGORY HORROR SHOW（カエル占い師、ミラーマン）
- GTO（1999年 - 2000年、教師A、桜田ただし）
- 小さな巨人 ミクロマン（パパ、ジゴクピンチ）
- ねこぢる劇場（じじい、審査員、ブリ吉、カエル 他）
- ベターマン（チカちゃん）

2000年
- サクラ大戦TV
- 陽だまりの樹（兵隊A）
- ファーブル先生は名探偵（泥棒兄、アルベール）
- ワイルドアームズ トワイライトヴェノム（村長）

2001年
- 犬夜叉（2001年 - 2010年、じいちゃん〈2代目〉、ブヨ〈2代目〉） - 2シリーズ
- 激闘!クラッシュギアTURBO（クラッシュリーパー）

2002年
- 天地無用! GXP（西南の父）

2003年
- L/R -Licensed by Royal-（バブルス）
- カレイドスター（ベン・ロビンス）
- THE ビッグオー second season（法律顧問）
- 探偵学園Q（安西国彦）
- ふぉうちゅんドッグす（パンサー、リョウマ）

2004年
- ケロロ軍曹（2004年 - 2010年、男、MC、アナウンサー、村長、土井中村村長）
- 攻殻機動隊 S.A.C. 2nd GIG（船長、モリ）
- 鉄人28号（秘書官、政治家B）
- MONSTER（2004年 - 2005年、商社マン、記者A、ボディーガードB、新聞記者、）

2005年
- 今日からマ王!（ヴァンクリーフ）
- 交響詩篇エウレカセブン（ウーノ）
- ロックマンエグゼStream（イワン・コオリスキー）

2006年
- いぬかみっ!（オーナー）
- 牙 -KIBA-（太朗、賢者）
- シルクロード少年 ユート（宗福絵師）
- BLEACH（宇柿）
- Project BLUE 地球SOS（大山金太郎、フリーマン国連事務総長）

2007年
- CLANNAD-クラナド-（牧師）
- CLAYMORE（兵士長）
- 祝!(ハピ☆ラキ)ビックリマン（テレビ助手、神し魔い）
- 流星のロックマン トライブ（2007年 - 2008年、ゴースト）
- レ・ミゼラブル 少女コゼット（検事）

2008年
- あたしンち（2008年 - 2009年、紳士、おじさん、TVの声、行商人、駅長、唐沢先生〈2代目〉）
- クレヨンしんちゃん（2008年 - 2025年、医者、紳士、じい、人々、教官、ヤミヨノカラス 他）
- はたらキッズ マイハム組（入れ歯の平次）
- はっけん たいけん だいすき!しまじろう（2008年 - 2009年、玉さま、こんようはかせ）
- 秘密 〜The Revelation〜（狭川修平）

2009年
- ご姉弟物語（2009年 - 2010年、じいさんA、執事、審判）
- 蒼天航路（阿政）
- ねぎぼうずのあさたろう（黒豆のりゅうぞう）

2010年
- ドラえもん（テレビ朝日版第2期）（2010年 - 2019年、タクシー運転手、案内ロボット、老師、師匠、農民 他）

2012年
- ONE PIECE（2012年 - 2014年、ヌル、仮面の男〈CP-0〉）

2016年
- ダンガンロンパ3 -The End of 希望ヶ峰学園- 絶望編（評議員）
- ハルチカ〜ハルタとチカは青春する〜（スケキヨ）
- ONE PIECE 〜ハートオブゴールド〜（CP-0）

2018年
- ツルネ シリーズ（2018年 - 2023年、森岡富男 / トミー先生） - 2シリーズ

2019年
- 胡蝶綺 〜若き信長〜（今川義元）

2020年
- BNA ビー・エヌ・エー（真垣晃弘）
- 半妖の夜叉姫（2020年 - 2022年、じいちゃん、ブヨ） - 2シリーズ

2021年
- やくならマグカップも（青木十兵衛） - 2シリーズ
- 逆転世界ノ電池少女（うどん屋、オプションB）

2023年
- 夜廻り猫（2023年 - 2024年、おじいさん）
- MIX MEISEI STORY 2ND SEASON 〜二度目の夏、空の向こうへ〜（校長）

2024年
- ゆるキャン△ SEASON3（精進湖キャンプ場管理人）

2025年
- 地縛少年花子くん2（老教員）

### 劇場アニメ
1980年代
- 超時空要塞マクロス 愛・おぼえていますか（1984年、柿崎速雄）
- タッチ 背番号のないエース（1986年、塁審）
- タッチ2 さよならの贈り物（1986年、三原）
- 魔物語 愛しのベティ（1986年）
- タッチ3 君が通り過ぎたあとに（1987年、久保田）
- きまぐれオレンジ☆ロード あの日に帰りたい（1988年、馬男）
- おそ松くん スイカの星からこんにちはザンス!（1989年）

1990年代
- 愛と剣のキャメロット まんが家マリナ タイムスリップ事件（1990年、警官）
- せんぼんまつばら 川と生きる少年たち（1992年、御手伝方）
- 獣兵衛忍風帖（1993年、村人）
- 幽☆遊☆白書（1993年、ジュガン）
- NINKU -忍空-（1995年、ペンギンのヒロユキ）
- MEMORIES「大砲の街」（1995年、兵士）
- はむこ参る!（1996年、ポニー）
- 魔法陣グルグル 劇場版（1996年、タテジワ隊長）
- 幕末のスパシーボ（1997年、久蔵）
- スプリガン（1998年、リトルボーイ）
- 小さな巨人 ミクロマン 大激戦!ミクロマンVS最強戦士ゴルゴン（1999年、ジゴクピンチ）

2000年代
- 犬夜叉 時代を越える想い（2001年、じいちゃん）
- 犬夜叉 天下覇道の剣（2003年、じいちゃん）
- 鉄人28号 白昼の残月（2007年、秘書）

2010年代
- 歎異抄をひらく（2019年、蓮位房）

2020年代
- 劇場版ツルネ -はじまりの一射-（2022年、森岡富男）

### OVA
1984年
- 銀河漂流バイファム 集まった13人（兵隊）
- 魔法の天使クリィミーマミ 永遠のワンスモア（男）

1985年
- 魔法の天使クリィミーマミ ロング・グッドバイ（記者C）

1986年
- 超時空ロマネスク SAMY MISSING・99（魔物・男C）
- トゥインクルハート 銀河系までとどかない（兵士）

1987年
- ドリームハンター麗夢III 夢隠 首なし武者伝説（行商）
- 魔女っ子クラブ4人組 A空間からのエイリアンX（代表B）

1988年
- 小助さま力丸さま -コンペイ島の竜-（村人）
- 燃える!お兄さん（店員、見世物屋）

1989年
- おがみ松吾郎
- クラッシャージョウ 最終兵器アッシュ（士官）
- クレオパトラD.C.（隊員、技師）
- 神州魑魅変（武士B）
- 超獣機神ダンクーガ 白熱の終章（パイロット1、オペレーターA）
- 星猫フルハウス
- レア・ガルフォース（リーホック）
- 力王 RIKI-OH 等括地獄（谷本）

1990年
- サーキットの狼II モデナの剣（暴走族A）
- フリテンくん（同僚）

1991年
- 暗黒神伝承 武神（坊庵）
- いしいひさいちの大政界（アンバイヤ）
- 一本包丁満太郎（店のおやじ）
- ARIEL（作業員、防衛庁長官）
- おざなりダンジョン 風の塔（手下A）
- 機動戦士ガンダム0083 STARDUST MEMORY（連邦高官A）
- 銀河英雄伝説（モルト中将）
- 硬派銀次郎（担任の先生）
- ここはグリーン・ウッド（盆田、教師）
- 魍魎戦記MADARA（兵士）
- ロードス島戦記（村人）

1992年
- ウルフガイ（虎五）
- 世界の光 親鸞聖人（僧、善恵房、平太、多作、唯円房）
- 絶愛-1989-（拓人の父）
- 続なにわ遊侠伝（横山組長）
- 超時空要塞マクロスII -LOVERS AGAIN-
- ドン 極道水滸伝（警官(1)）
- ドン 極道水滸伝 怒濤編（竹蔵）
- ハード&ルーズ 〜私立探偵・土岐正造トラブル・ノート〜（バーテン）
- 万能文化猫娘（男A）

1993年
- アイドル防衛隊ハミングバード（伊集院）
- タイムボカン王道復古（1993年 - 1994年、サラリーマン、もんざえもん）
- 妖世紀水滸伝（朱鷺武）
- ロックマン 星に願いを（エディー）

1994年
- I・R・I・A ZEIRAM THE ANIMATION（担当官）
- THE レイプマン（和雄）
- BOUNTY DOG/月面のイブ（コンスタン社広報部長）

1995年
- うるるちゃんのかずあそび（イワン）
- 今日から俺は!!（店長）

1996年
- KI・ME・RA（ハンター）
- 紺碧の艦隊（山内大介）
- それゆけ!宇宙戦艦ヤマモト・ヨーコ（ダンディー鈴木）

1997年
- でたとこプリンセス（手下B）
- 真奈美&ナミ スプライト（ヒラメ）

2000年
- 紺碧の艦隊（室生直毅）

### ゲーム
1993年
- 幽☆遊☆白書（戸愚呂〈兄〉、凍矢）
- 幽☆遊☆白書 闇勝負!!暗黒武術会（戸愚呂〈兄〉）

1994年
- 幽☆遊☆白書 特別篇（戸愚呂〈兄〉、凍矢）
- 幽☆遊☆白書 魔強統一戦（戸愚呂〈兄〉）

1995年
- フィロソマ（D-3）

1997年
- VIRUS（手術中の患者）

1998年
- クレイマン・クレイマン2 〜スカルモンキーのぎゃくしゅう〜（ジェリー・O）
- 新世代ロボット戦記ブレイブサーガ（パープル）

1999年
- クラッシュ・バンディクー レーシング（リパー・ルー）

2000年
- スーパーロボット大戦α（柿崎速雄、ゼントラン兵）
- ブレイブサーガ2（マイトガンナー）
- ペルソナ2 罰（ストーカー）
- ロビン・ロイドの冒険（バトラー）

2001年
- 機甲兵団 J-PHOENIX（ギブソン・ドゥナテロ）
- スーパーロボット大戦α外伝（柿崎速雄）
- スーパーロボット大戦α for Dreamcast（柿崎速雄、ゼントラン兵）
- ボカンGoGoGo（オシイ星人、イケマスイタチ）

2003年
- グレゴリーホラーショー ソウルコレクター（カエル占い師）
- 超時空要塞マクロス（柿崎速雄、ワレラ、アナウンサー）

2004年
- ドンキーコングシリーズ（2004年 - 2018年、ディディーコング、キッキ、スコークス、ペンガー、バブーンブラザーズ） - 8作品
- マリオシリーズ（2004年 - 2023年、ディディーコング / ミニディディーコング） - 22作品

2005年
- Sudeki 〜千年の暁の物語〜（ヘイトン教授）
- 第3次スーパーロボット大戦α 終焉の銀河へ（柿崎速雄）
- 幽☆遊☆白書FOREVER（戸愚呂〈兄〉）

2007年
- THE BATTLE OF 幽☆遊☆白書 〜死闘!暗黒武術会〜 120%（戸愚呂〈兄〉）
- 死角探偵 空の世界 〜Thousand Dreams〜（樫埜新一）
- 新世紀勇者大戦（マイトガンナー）
- スーパーロボット大戦Scramble Commander the 2nd（柿崎速雄）
- ソウルクレイドル 世界を喰らう者（ゲシュタル (?) / イップス）

2008年
- スーパーロボット大戦A PORTABLE（木連兵＋）
- マクロスエースフロンティア（柿崎速雄）

2009年
- スーパーロボット大戦NEO（邪竜兵）
- マクロスアルティメットフロンティア（柿崎速雄）

2010年
- MARIO SPORTS MIX（ディディーコング）

2011年
- いただきストリートWii（ディディーコング）
- マクロストライアングルフロンティア（柿崎速雄）

2013年
- スーパーロボット大戦Operation Extend（邪竜兵）

2017年
- スーパーロボット大戦V（マイトガンナー、リーベ、パープル）

2018年
- スーパーロボット大戦X（マイトガンナー、リーベ、パープル）
- 幽☆遊☆白書 100％本気バトル（戸愚呂〈兄〉）

2019年
- スーパーロボット大戦T（マイトガンナー、リーベ）

### ドラマCD
- 愛していると言ってくれ。（悠二の父）
- アルスラーン戦記3 落日悲歌（カーディーヴィ）
- ここはグリーン・ウッド〜晴れ、ときどき”雨やどり（楠野、斉木）
- 3×3 EYES〜地之巻〜（張の部下A）
- ジャジャ馬ならし（教師）
- ストリートファイターZERO2外伝 さくら・もっとも危ない女子高生（五十嵐、男1、チンピラ4）
- 世紀末ダーリン（高木）
- 創竜伝（知事、偽警官、ラビットマン、狐面の男）
- ソウルクレイドル ドラマCD 〜宮廷魔術師ヨードの華麗なる! 大冒険〜（イップス）
- ドラゴン騎士団 風竜篇（小鳥売り）
- 流行り神 ドラマCD「怪異事件ファイル」
- 魔法陣グルグル ドラマCD 〜大迷惑!熱血妖精の恩返し〜（人獣ライライ）
- 八雲立つ 怨殺風陣（プロデューサー）
- 勇者特急マイトガイン 嵐を呼ぶハネムーン（パープル）

### 吹き替え

#### 映画
- アイアン・イーグル（レジー〈ラリー・B・スコット〉）※TBS版
- アイスランド（ケリー・ミッチ〈ダナ・アシュブルック〉）
- いまを生きる ※ビデオ版
- ヴァンピレラ
- ウィロー ※ソフト・TBS版
- エクスタミネーター2（マックス）
- ガンマン無頼 ※テレビ東京版
- 恐竜島の秘密（クロフト）※フジテレビ版
- 恋のためらい/フランキーとジョニー（ボビー〈ショーン・オブライアン〉）
- JFK ※VHS・LD版
- 地獄のデビルトラック
- ジャッカル ※ビデオ版
- 上海グランド
- シンドバッド虎の目大冒険 ※テレビ朝日版
- 少林寺三十六房（ウォン・ハー）
- 少林寺木人拳（趙、使用人）※日本テレビ版
- シンデレラ・ボーイ ※日本テレビ版
- スーパー・マグナム
- スター・ウォーズシリーズ（ヌート・ガンレイ通商連合総督）
  - スター・ウォーズ エピソード1/ファントム・メナス
  - スター・ウォーズ エピソード2/クローンの攻撃
  - スター・ウォーズ エピソード3/シスの復讐
- スモール・ソルジャーズ（スラムフィスト〈声：クリストファー・ゲスト〉）※DVD版
- ダイ・ハード（ユーリ〈アル・レオン〉）※フジテレビ版
- ダイ・ハード2 ※フジテレビ版
- チャイルド・プレイ
- 卒業白書（マイルズ〈カーティス・アームストロング〉）
- チャイルド・プレイ
- 地獄の黙示録 ※テレビ東京版
- 沈黙の戦艦 ※DVD版
- デッドフォール（スキナー〈マイケル・ジェッター〉）※DVD版
- 鉄ワン・アンダードッグ
- デルタフォース2
- 天国の日々
- NY検事局
- ネバーセイ・ネバーアゲイン（スピーカーの声）※フジテレビ版
- ハートブルー ※ビデオ版
- バーニング ※フジテレビ版（BD収録）
- バイオレント・サタデー
- ハドソン・ホーク（キット・カット〈デヴィッド・カルーソ〉）※DVD・ビデオ版
- バトルランナー（スティーヴィー）※テレビ朝日版（BD収録）
- バニシング・レッド ※テレビ朝日版
- ヒドゥン
- 慕情 ※日本テレビ新録版
- フランティック ※テレビ朝日版
- ブルージーン・コップ ※日本テレビ版
- プレデター2 ※テレビ朝日版
- フロッグ・プリンス（ロドニー〈マーティン・ショート〉）
- マイアミ・バイス（ニコラス〈エディ・マーサン〉）※テレビ東京版
- マスターズ/超空の覇者 ※テレビ朝日版
- 窓・ベッドルームの女（カール・ヘンダーソン〈ブラッド・クリーンクイスト〉）
- ミシシッピー・バーニング ※ソフト版
- メル・ブルックスの大脱走（男1、男2、マックス、ドイツ兵8、ドイツ兵13、警備隊員2）※TBS版（DVD収録）
- 許されざる者 ※テレビ朝日版
- ランボー ※日本テレビ旧録版
- リーサル・ウェポン2/炎の約束（エディ・エステバン〈ネスター・セラーノ〉）※TBS版
- 流血の絆（ジョゼフ、サミー）
- 流血の絆/野望篇（ペペ・アトラン）
- レッド・スコルピオン ※ソフト版
- レリック（ベイリー巡査）
- ロジャー・ラビット（グリージー、バッグス・バニー、ドルーピー 他）
  - おなかが大変!
  - ローラー・コースター・ラビット（スタッフ、売り子）
  - キャンプは楽しい
- ワンス・アポン・ア・タイム・イン・チャイナ/天地大乱 ※ビデオ・BD版
- ワンス・アポン・ア・タイム・イン・チャイナ外伝/アイアンモンキー ※ビデオ版
- 私が愛したギャングスター（スティーヴィー〈ピーター・マラン〉）

#### ドラマ
- 浮気なおしゃれミディ（ギルバート〈トレイシー・ウォルター〉）
- Xファイル ※ソフト版
- 俺がハマーだ!
- 恐竜家族（ブラーニー、コンパニオン・フード）
- こちらブルームーン探偵社
- ザ・プラクティス ボストン弁護士ファイル（リチャード・ベイ〈ジェイソン・クラビッツ〉）
- ザ・プリテンダー 仮面の逃亡者（スティーブン・ジョンソン）
- 三国志演義（張翼、宗正卿）※NHK-BS2版
- 新スパイ大作戦 隣国侵攻!狙われた油田
- 新スタートレック（パーン・レノア、トレント、レタック〈アーミン・シマーマン〉）
- 素晴らしき日々（リッキー・ホールセンバック〈スコット・ニームス〉[1]）
- セサミストリート: セントラルパークでシング・シング・シング（サルのデイビー）
- 犯罪捜査官ネイビーファイル シーズン2（イトウ）
- 花より男子（牧野晴男）
- パワーレンジャー（アルファ5〈初代〉[30]、スクアット〈初代〉[30]、メガゾード〈初代〉[30] 他）
- ビバリーヒルズ高校白書
- マペット放送局（ギルバート・ゴットフリード）
- レディプレジデント〜大物（ソン・ボンジン）
- 愉快なシーバー家（ハリー・リトル、ローレル）

#### アニメ
- アイドル忍者タートルズ（ラスプーチン）
- アント & アードバーク
- イン・ヤン・ヨー!（ハーマン）
- ウォーターシップ・ダウンのうさぎたち（ダンディライアン）
- ウォレスとグルミット 仕返しなんてコワくない!（マッキントッシュ）
- ウォレスとグルミット 野菜畑で大ピンチ!（PCマッキントッシュ）
- おくびょうなカーレッジくん（フジッティ）
- カウ&チキン（レッドガイ、フレム）
- サムライジャック（ロッシ）
- 時光代理人 -LINK CLICK-（劉）
- 史上最強のグーフィー・ムービー Xゲームで大パニック!
- ジャスティス・リーグ（カップルの男）
- シュレック（兵長）
- シルベスター&トゥイーティー ミステリー
- スター・ウォーズ/クローン・ウォーズ（テレビシリーズ）（ヌート・ガンレイ）
- 戦え!超ロボット生命体トランスフォーマー（ホイルジャック[31]、ストリーク[31]、フレンジー[31]）※未放映版
- 楽しいダックタウン（ワドル）
- ダックにおまかせ ダークウィング・ダック（メガボルト）
- 地上最強のエキスパートチーム G.I.ジョー（トリップワイヤー）
- チップとデールの大作戦
- デクスターズラボ（マンダーク）
- 天官賜福（ジョンじい）
- トムとジェリー ショー（ナポレオン）
- ハウス・オブ・マウス（三月ウサギ）
- バットマン（テッド・ダイマー / 爆弾魔）
- パワーパフガールズアンダーグラウンド（市長、ヤツ、エース）
- ヘラクレス（ハイドロス、アポロ、ストラトス）
- ミッキーの王子と少年（ナレーション）
- ロビン・フット（ナッツィ）※DVD追加収録版
- わんぱくダック夢冒険（ベイビーフェイス・ビーグル）

### ラジオ
- おはなしの旅（NHKラジオ第2放送） - 朗読

### ラジオドラマ
- 流行り神 警視庁怪異事件ファイル 都市伝説ラジオドラマ（2005年）

### オーディオブック
- 人類は衰退しました 1〜2（2019年[32] - 2020年、祖父[33]）

### ナレーション
- NHK高校講座 世界史（2012年 - 2014年、NHK教育）

### パチスロ
- 青ドン 花火の極（悪屋親方）
- 赤ドン 雅（悪屋親方）

### テーマパーク
- キャッスルカルーセル（大公）

### シリーズ一覧
1. ↑  第1期『-風舞高校弓道部-』（2018年 - 2019年）、第2期『-つながりの一射-』（2023年）
2. ↑  壱の章（2020年）、弐の章（2021年 - 2022年）
3. ↑  第1期（2021年）、第2期『二番窯』（2021年）
4. ↑  『ドンキーコング ジャングルビート』（2004年）、『ドンキーコング ジャングルクライマー』『ドンキーコング たるジェットレース』（2007年）、『Wiiであそぶ ドンキーコングジャングルビート』（2008年）、『ドンキーコング リターンズ』（2010年）、『ドンキーコング リターンズ 3D』（2013年）、『ドンキーコング トロピカルフリーズ』（2014年）、『ドンキーコング トロピカルフリーズ』（2018年）
5. ↑  『マリオテニスGC』（2004年）、『スーパーマリオスタジアム ミラクルベースボール』（2005年）、『マリオバスケ 3on3』（2006年）、『マリオストライカーズ チャージド』『マリオパーティDS』（2007年）、『スーパーマリオスタジアム ファミリーベースボール』『マリオカートWii』（2008年）、『Wiiであそぶ マリオテニスGC』、『マリオテニス オープン』『マリオパーティ9』（2012年）、『マリオゴルフ ワールドツアー』（2014年）、『マリオ&ソニック AT リオオリンピック™』『ミニマリオ ＆ フレンズ amiiboチャレンジ』『マリオパーティ スターラッシュ』（2016年）、『マリオスポーツ スーパースターズ』（2017年）、『スーパー マリオパーティ』『マリオテニス エース』（2018年）、『マリオカート ツアー』『マリオ&ソニック AT 東京2020オリンピック』（2019年）、『マリオストライカーズ バトルリーグ』（2022年）、『マリオカート8デラックス』（2023年）。

### 初出話一覧
1. ↑  第15話初出
2. 1 2  第7話初出
3. ↑  第3話初出
4. ↑  第41話初出
5. ↑  第2話初出
6. ↑  第43話初出
7. ↑  第1期 第11話初出
8. ↑  第8話初出
9. ↑  第14話初出
10. ↑  第1話初出
11. ↑  第19話初出